# واسرشتن

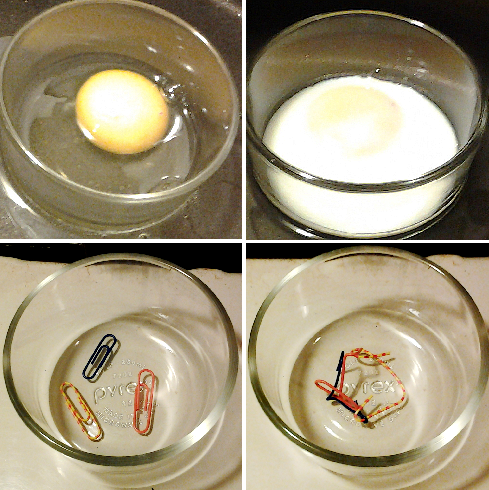
(بالا) پروتئین آلبومین در سفیده تخم‌مرغ در فرایند پختن واسرشته و حلالیت خود را دست می‌دهد. (پایین) گیره‌های کاغذ تشبیهی بصری برای کمک به مفهوم دناتوره‌سازی ارائه می‌دهد.

واسرشته یا دناتوره شدن در بیوشیمی، فرآیندی است که در آن پروتئین یا نوکلئیک اسید، ساختار چهارم، سوم و دوم پروتئین حالت طبیعی خود را با اعمال فشار یا ترکیب خارجی مانند یک اسید یا باز قوی از دست می‌دهد.
پروتئین‌های سلول زنده در صورت دناتوره شدن، منجر به اختلال در فعالیت و احتمالاً مرگ یاخته می‌شوند. پروتئین واسرشته طیف وسیعی از ویژگی شامل تغییر ساختاری، از دست دادن حلالیت تا تجمع به دلیل قرارگرفتن در معرض گروه‌های آب‌گریز دارد. از دست دادن حلالیت در نتیجه واسرشتگی، ته‌نشینی نامیده می‌شود.